# Von Hompesch-Rürich

familiewapen von Hompesch

Von Hompesch-Rürich was een van oorsprong Rheinlands adellijk geslacht waarvan een telg in 1868 in de Nederlandse adel werd ingelijfd en in 1932 uitstierf.

## Geschiedenis
De stamreeks begint met de ridder Werner von Hompesch die tussen 1384 en 1402 vermeld wordt. In 1706 werd een nazaat als eerste verheven tot graaf van het Heilige Roomse Rijk. In 1757 trouwde Friedrich Wilhelm des H.R.Rijksgraaf te Loenen aan de Vecht waardoor een band met de Nederlanden ontstond. Een zoon en een kleinzoon van hem trouwden met vrouwen uit het Zuid-Nederlandse geslacht d'Arschot Schoonhoven. Een zoon van die laatste, Adolph von Hompesch-Rürich (1834-1894), werd kamerheer van koning Willem III der Nederlanden en werd in 1868 ingelijfd in de Nederlandse adel met de titel van graaf op allen. Met een dochter van hem stierf het geslacht in 1932 uit.
Het geslacht bewoonde de kastelen Walburg en Obbicht in het Nederlandse Limburg.
D'Aubremé † ·
Bentinck † ·
Van den Bosch ·
De Borchgrave d'Altena ·
Van Bylandt ·
Du Chastel de la Howarderie † ·
Van Gronsfeld Diepenbrock † ·
Dumonceau ·
Van der Duyn † ·
Festetics de Tolna ·
De Ficquelmont † ·
De Geloes ·
Van der Goltz † ·
Van Heerdt † ·
Van Heiden † ·
De Hochepied ·
Van Hoensbroeck ·
Van Hogendorp · 
Von Hompesch-Rürich † · 
De Larrey † ·
Van Limburg Stirum · 
Van Lynden ·
De Marchant et d'Ansembourg ·
Van Nassau la Lecq † ·
De Norman d'Audenhove ·
Von Oberndorff ·
Van Oranje-Nassau van Amsberg · 
De Perponcher Sedlnitsky ·
Von Quadt ·
Van Randwijck ·
Von Ranzow ·
Van Rechteren ·
Van Reede † ·
Van Renesse † · 
De Riquet de Caraman ·
Schimmelpenninck ·
Zu Stolberg-Stolberg ·
Van Wassenaer † ·
Wolff Metternich † ·
Van Zuylen van Nijevelt

Geslachten die tot de adel van het Koninkrijk der Nederlanden behoren of hebben behoord. Lijst volgens opgave van de Hoge Raad van Adel. †: Geslacht uitgestorven of titel vervallen.